# Tortula crenata
Tortula crenata är en bladmossart som beskrevs av Mitten 1869. Tortula crenata ingår i släktet tussmossor, och familjen Pottiaceae. Inga underarter finns listade i Catalogue of Life.